# Isa
Isa (伊佐市, Isa-shi) és una ciutat de la prefectura de Kagoshima, al Japó. El 2015 tenia una població estimada de 28.177 habitants.
Isa està situada al nord de la prefectura de Kagoshima i fa frontera amb la prefectura de Kumamoto pel nord. El riu Sendai creua la ciutat d'est a oest.
L'actual ciutat d'Isa fou creada l'1 de novembre de 2008 com a resultat de la unió de la d'Ōkuchi i el poble de Hishikari, ambdós del districite d'Isa que fou dissolt conseqüentment.